# HMS Zubian
HMS Zubian (произносится как эйч-эм-эс зубьен), «Зубиен» — английский эсминец типа «Трайбл» периода Первой мировой войны. Его название образовано как слово-бумажник из названий двух других кораблей.

## История
Корабль был построен весьма необычным способом, а именно с помощью соединения сильно повреждённых корпусов двух других эсминцев того же типа — «Зулу», потерявшего корму под Дюнкерком в результате подрыва на мине 8 ноября 1916, и «Нубиен», торпедированного немецким эсминцем в ночь с 26 на 27 октября того же года в бою под Фолкстоном.

Оба эскадренных миноносца были отбуксированы сначала в ближайшие порты (первый — в Кале, а второй — в Дувр) а потом — на верфь в Чатеме (Чатемская верфь). Там сохранившиеся в приличном виде нос «Зулу» и корма «Нубиена» были соединены в один корпус, несмотря на то, что «Нубиен» был на 3,5 дюйма (89 мм) у́же «Зулу».

Полученный «гибрид» 7 июня 1917 года был принят в состав ВМФ и прослужил до конца войны, успев потопить (морским тараном и глубинными бомбами) немецкий подводный минный заградитель UC-50 4 февраля 1918 года у побережья Эссекса, попутно повредив UC-79.

Корабль был сдан на слом 9 декабря 1919 года в Сандерленде.